# Metroid Prime Trilogy
Metroid Prime Trilogy è una raccolta di videogiochi appartenenti al genere avventura in prima persona, sviluppato da Retro Studios e pubblicato da Nintendo per la console Wii. È la trilogia di Metroid Prime, Metroid Prime 2: Echoes e Metroid Prime 3: Corruption su un unico disco a doppio strato: i primi due, che erano stati inizialmente realizzati per Nintendo GameCube, sono stati aggiornati con molte caratteristiche di Metroid Prime 3. Questo gioco non è mai uscito in Giappone in quanto erano già presenti le versioni New Play Control! per ogni singolo capitolo.
È stato pubblicato nell'America del Nord il 24 agosto 2009, in Europa il 4 settembre 2009 e in Australia il 15 ottobre 2009.

## Panoramica
Le versioni aggiornate di Prime ed Echoes per Wii, che sono stati pubblicati separatamente in Giappone, nella serie New Play Control!, utilizzano il Wiimote, sistema di controllo introdotto in Corruption.
Altri aggiornamenti includono tempi di caricamento più brevi, aggiornamento delle texture, effetti di alterazione visiva e widescreen; inoltre, durante l'avventura, il giocatore guadagna gettoni compiendo determinate missioni, sbloccando elementi in-game, come bozze, brani musicali e contenuti extra. In risposta alle lamentele riguardanti la difficoltà durante le battaglie coi boss in Metroid Prime 2, il livello di difficoltà di questi incontri è stato abbassato.